# Luigi Maria Carli

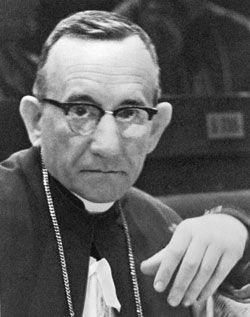
Bischof Luigi Maria Carli beim II. Vaticanum

Luigi Maria Carli (* 19. November 1914 in Comacchio; † 14. April 1986) war römisch-katholischer Erzbischof von Gaeta.

## Leben

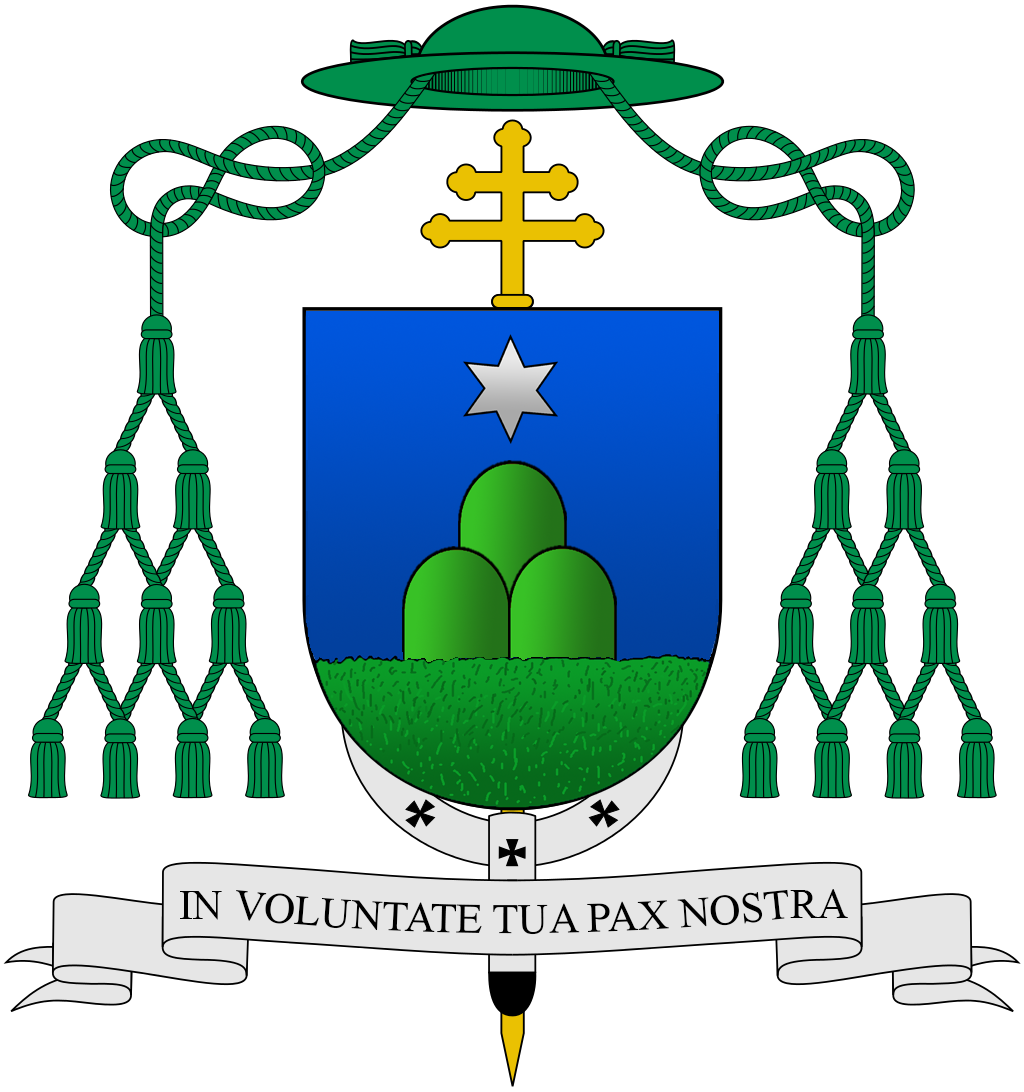
Wappen als Erzbischof von Gaeta

Luigi Maria Carli empfing am 20. Juni 1937 die Priesterweihe. Pius XII. ernannte ihn am 31. Juli 1957 zum Bischof von Segni.
Die Bischofsweihe spendete ihm der Bischof von Comacchio, Giovanni Mocellini, am 21. September desselben Jahres; Mitkonsekratoren waren der Erzbischof von Ferrara, Natale Mosconi und der Bischof von Bertinoro, Paolo Babini.
Er nahm an allen Sitzungsperioden des Zweiten Vatikanischen Konzils teil. Der Papst ernannte ihn am 26. Januar 1973 zum Erzbischof von Gaeta.